# كيلسي كارد
كيلسي كارد (بالإنجليزية: Kelsey Card)‏ هي منافسة ألعاب القوى أمريكية، ولدت في 20 أغسطس 1992 في Plainview, Illinois ‏ في الولايات المتحدة.

## وصلات خارجية
- كيلسي كارد على موقع الاتحاد الدولي لألعاب القوى (الإنجليزية)
- كيلسي كارد على موقع الاتحاد الأمريكي لسباقات المضمار والميدان (الإنجليزية)
- كيلسي كارد على موقع TFRRS.org (الإنجليزية)
- كيلسي كارد على موقع اللجنة الأولمبية الدولية (الإنجليزية)
- كيلسي كارد على موقع أوليمبيديا (الإنجليزية)
- كيلسي كارد على موقع اللجنة الأولمبية والبارالمبية الأمريكية (الإنجليزية)